# Michaele Schreyer
Pour les articles homonymes, voir Schreyer.
Michaele Schreyer, née le 9 septembre 1951 à Cologne, est une personnalité politique allemande membre du parti de l'Alliance 90 / Les Verts.
Elle est notamment commissaire européen pour le Budget de 1999 à 2004.

## Biographie
Elle commence ses études supérieures à l'université de Cologne en 1970 en suivant des cursus d'économie et de sociologie, qu'elle achève en 1976. À partir de l'année suivante, elle occupe un poste d'assistante de recherche à l'Institut des finances publiques et de la politique sociale de l'université libre de Berlin (FUB). Elle obtient un doctorat de science politique grâce à une thèse sur la répartition des compétences entre l'État fédéral et les Länder dans le cadre de la politique de transfert des compétences en 1983.
Elle devient alors conseillère du groupe parlementaire des Verts au Bundestag pour quatre ans, puis chercheuse à l'Institut de recherche économique à Munich jusqu'en 1988.
Maître de conférences à l'université libre de Berlin en 1999, elle y enseigne aujourd'hui la science politique à l'Institut Otto-Suhr et est actuellement vice-présidente du Mouvement européen international en Allemagne.

## Carrière politique

### À Berlin
Le 16 novembre 1989, Michaele Schreyer est nommée sénatrice (ministre régionale) au Développement urbain et à la Protection de l'environnement de Berlin-Ouest dans la coalition rouge-verte de Walter Momper. Ses compétences s'étendent sur toute la ville à la suite de la réunification allemande du 3 octobre 1990, mais son parti se retire de la coalition gouvernementale le 16 novembre suivant, à la suite des expulsions dans la Mainzer Straße.
L'année suivante, en 1991, elle est élue députée à la Abgeordnetenhaus de Berlin et en intègre le bureau jusqu'à la fin de la législature, en 1995. Réélue, elle prend la présidence de la sous-commission parlementaire chargée du Logement social jusqu'en 1997. Un an plus tard, elle est portée à la tête du groupe parlementaire de l'Alliance 90 / Les Verts au parlement régional.

### Commissaire européenne
Dans le cadre de la formation de la nouvelle Commission européenne par Romano Prodi, Michaele Schreyer est nommée commissaire européenne, aux côtés du social-démocrate Günter Verheugen par le gouvernement fédéral, et se voit attribuer le portefeuille du Budget. Elle entre en fonction le 16 septembre 1999. Ce choix est contesté par l'opposition chrétienne-démocrate et libérale en Allemagne car dans la précédente commission, majorité et opposition avaient chacune un commissaire.
Elle achève son mandat le 31 octobre 2004, et gère les affaires courantes jusqu'au 22 novembre, date à laquelle Verheugen devient le seul commissaire européen de nationalité allemande. Elle est aujourd'hui retirée de la vie politique.